# Garry (rivière)
Pour les articles homonymes, voir Garry.
La rivière Garry  (en anglais : Garry River) est un cours d’eau de la région de Canterbury dans l’île du Sud de la Nouvelle-Zélande.

## Géographie
Elle prend naissance dans la ‘forêt du Mont Thomas’ près de la ville de  Mount Thomas et s’écoule vers le sud-est dans la rivière Ashley/Rakahuri. Le torrent « Blowhard Stream » est un affluent,.